# Birria
La birria és un guisat o sopa de carn feta de cabra, vedella, xai, xai o pollastre. La carn es marina en un adobo fet de vinagre, xiles secs, all i herbes i espècies (incloent comí, fulles de llorer i farigola) abans de ser cuita en un brou (en castellà: consomé).
La birria és un plat mexicà de l'estat de Jalisco. Sovint se serveix en ocasions de celebració com ara casaments, funerals i batejos i durant dies festius com Nadal i Setmana Santa. Les tècniques de preparació varien, però el plat se serveix sovint amb truites de blat de moro, ceba, coriandre i llima.
Els restaurants o carros de carrer que serveixen birria es coneixen com a birrieria i existeixen a tot Mèxic, especialment a Michoacán i Jalisco. Tanmateix, els estats mexicans veïns tenen les seves pròpies variacions del plat, com ara Aguascalientes, Zacatecas i Colima.